# Helicopis incerta
Helicopis incerta är en fjärilsart som beskrevs av Meier-ramel 1928. Helicopis incerta ingår i släktet Helicopis och familjen Riodinidae. Inga underarter finns listade i Catalogue of Life.